# マリコパ (アリゾナ州)
マリコパ（Maricopa）は、アメリカ合衆国アリゾナ州のピナル郡にある都市。人口は5万8125人（2020年）。フェニックスの南50キロメートルに位置している。

## 歴史
マリコパの歴史は古く1857年に砂漠のオアシス集落として設立された。これはフェニックスより10年ほど早い。1887年、近くに鉄道駅が開設されたため5キロメートルほど東に町を移転した。長らく灌漑農業地域として存在していたが、2000年頃からフェニックス都市圏拡大に伴い住宅開発が活発となった。2003年に法人化し「マリコパ市」が誕生した。

## 交通
マリコパ駅はフェニックス都市圏で唯一アムトラックの列車が停車する駅である。フェニックスから離れているため、アムトラック・スルーウェイという連絡バスが運行している。

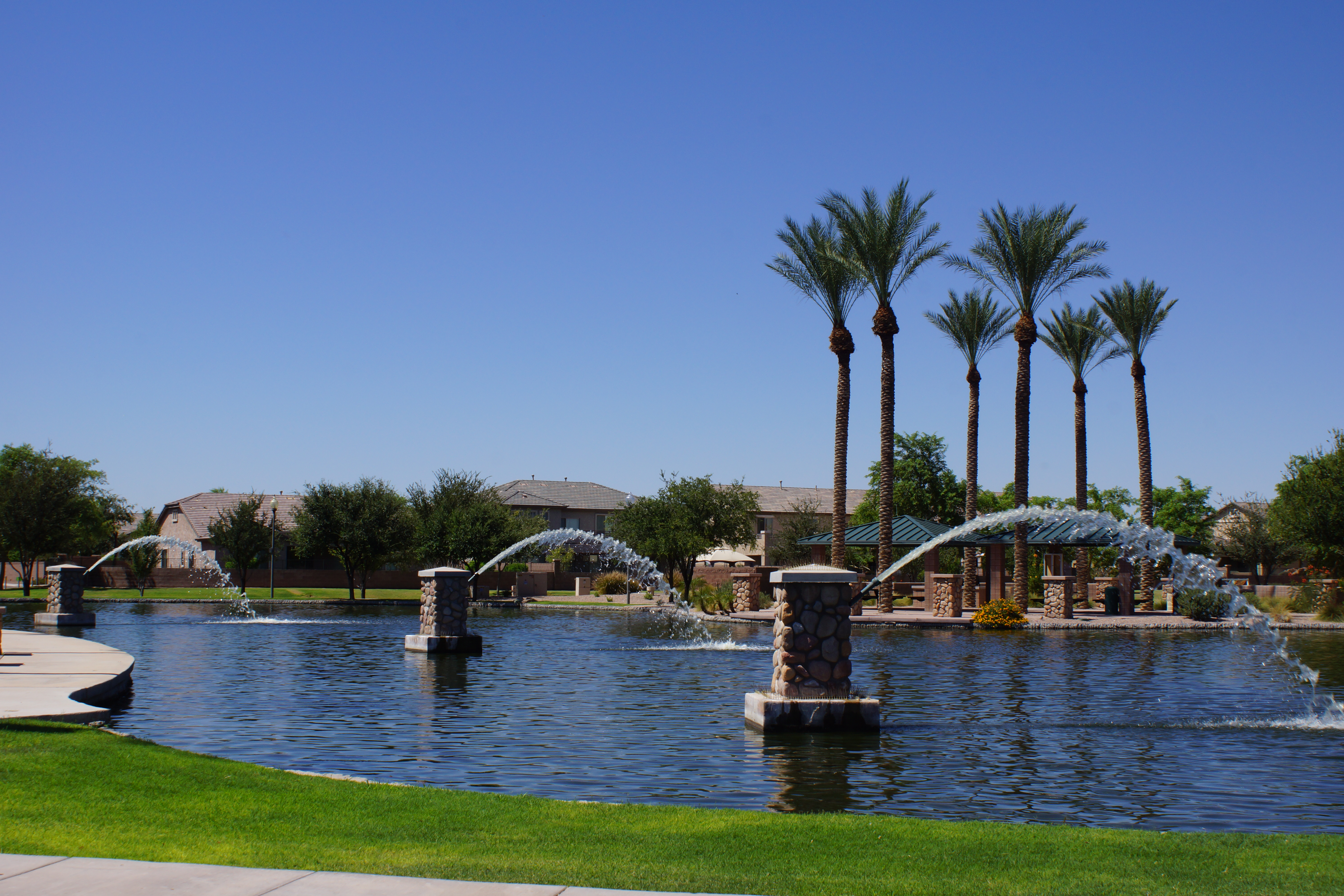
マリコパの公園